# منتخب لاتفيا لكرة الطائرة للسيدات
منتخب لاتفيا الوطني لكرة الطائرة للسيدات هو ممثل لاتفيا الرسمي في المنافسات الدولية في كرة طائرة للسيدات.